# Miješanje boja
Dva su osnovna načina miješanja boja: aditivno i suptraktivno. U oba slučaja postoje primarne i sekundarne boje, koje su ovisne o načinu miješanja boja.

## Aditivno miješanje boja
| Princip aditivnog miješanja boja |  | Princip aditivnog miješanja boja     |
| Princip aditivnog miješanja boja |  | Princip suptraktivnog miješanja boja |

Aditivno miješanje boja temelji se na zbrajanju svjetloća pojedinih boja. Osnova je za stvaranje slike kod televizora u boji i računalnih monitora. Početci fotografije u boji su se zasnivali na aditivnom miješanju boja. Osnovne boje aditivnog miješanja boja su plava, zelena i crvena. Percepcija stvaranja nove boje nastaje zbrajanjem primarnih boja. Aditivnim se miješanjem dviju osnovnih boja dobiva osnovna boja suptraktivnog načina miješanja boja, a miješanjem sve tri osnovne boje ovoga načina dobiva se bijela boja.

## Suptraktivno miješanje boja
Za razliku od aditivnog, suptraktivno miješanje boja podrazumijeva stvaranje percepcije boje oduzimanjem jednog dijela spektra. To se može postići apsorpcijom u filtru ili miješanjem obojenih pigmenata. Današnja fotografija i tiskarstvo koriste ovaj model miješanja boja. Osnovne boje suptraktivnog miješanja boja su cijan, žuta i purpurna. Suptraktivnim miješanjem dviju osnovnih boja dobiva se osnovna boja aditivnog načina miješanja boja, a miješanjem sve tri osnovne boje dobiva se crna boja. Iako se miješanjem osnovnih boja teoretski dobije crna boja, u tiskarstvu se kao zasebna (četvrta) boja koristi crna, a u svrhu bolje reprodukcije tamnih tonova.

## Vanjske poveznice
- Aditivno miješanje boja Struna, hrvatsko strukovno nazivlje (pristupljeno 27. ožujka 2014.)
- Suptraktivno miješanje boja Struna, hrvatsko strukovno nazivlje (pristupljeno 27. ožujka 2014.)